# آگوست دوم، پادشاه لهستان
آگوست دوم یا آگوستوس دوم (آلمانی: August II، به لهستانی: August II، به لیتوانیایی: Augustas II) (۱۲ مه ۱۶۷۰ – ۱ فوریه ۱۷۳۳) ملقب به نیرومند، انتخابگر زاکسن از سال ۱۶۹۴ و همچنین پادشاه لهستان و دوک بزرگ لیتوانی برای دو بار، از سال ۱۶۹۷ تا ۱۷۰۶ و از ۱۷۰۹ تا زمان مرگش در ۱۷۳۳ میلادی بود. لقب «نیرومند» (Starke/Mocny) به دلیل قدرت بدنی زیاد به او داده شد.
آگوست دومین پسر یوهان جورج سوم انتخابگر زاکسن بود. او در سال ۱۶۹۴، جانشین برادر بزرگ‌ترش یوهان جورج چهارم و با نام رسمی «فریدریش آگوست یکم» انتخابگر زاکسن شد. دو سال بعد و پس از مرگ ژان سوم سوبیسکی پادشاه لهستان، آگوست یکی از ۱۸ نامزد تاج و تخت آن کشور شد. او برای افزایش شانس برگزیدگی خود، به مذهب کاتولیک گروید و بدین ترتیب رعایای ساکسونی و لوتری مذهب خود را از خود رنجاند و حتی همسرش کریستین آبرهاردین که پرنسسی از دودمان شهیر هوهن‌تسولرن بود، وی را ترک کرد. اندکی پس از تاج‌گذاری او در سال ۱۶۹۷، جنگ بزرگ عثمانی که در سال ۱۶۸۳ آغاز شده بود، پایان یافت و پیمان کارلویتس در سال ۱۶۹۹ منعقد شد.
در همان وقت، آگوست که در اندیشه بازپس‌گیری استان سابق لهستان یعنی لیوونی از امپراتوری سوئد بود، با کشورهای روسیه تزاری و دانمارک-نروژ علیه سوئد متحد شد. با اینکه مجلس لهستان از حمایت او خودداری کرد، آگوست شخصاً و تنها با تکیه بر قوای ساکسونی خود در سال ۱۷۰۰ به لیوونی حمله کرد و بدین ترتیب جنگ بزرگ شمالی آغاز شد که تا ۲۱ سال بعد ادامه یافت. تهاجم بی‌برنامه آگوست موفقیت‌آمیز نبود. در ژوئیه ۱۷۰۲، قوای تحت امر آگوست، توسط کارل دوازدهم پادشاه جنگاور سوئد در نبرد کلیشوو عقب رانده و شکست خورد. آگوست که در ژوئیه ۱۷۰۴ توسط یکی از جناح‌های لهستانی از سلطنت برکنار شده بود، به ساکسونی گریخت؛ کارل در سال ۱۷۰۶ به ساکسونی هم حمله کرد و آگوست را مجبور به امضای پیمان آلترانشتاد در سپتامبر ۱۷۰۶ نمود. مطابق آن، آگوست رسماً از سلطنت کناره‌گیری کرد و استانیسلاو لیزینسکی نامزد مورد نظر سوئد را به عنوان پادشاه لهستان-لیتوانی به رسمیت شناخت.
اما در سال ۱۷۰۹ و پس از نابودی ارتش سوئد در نبرد پولتاوا، آگوست معاهده آلترانشتاد را باطل اعلام کرد و با حمایت تزار پتر کبیر دوباره پادشاه لهستان شد. هنگامی که روسیه تزاری در سال ۱۷۱۶ و ۱۷۱۷ در اختلاف داخلی میان آگوست و اشراف لهستانی مخالف او، موسوم به کنفدراسیون تارنوگراد، مداخله و در سال ۱۷۲۰ حتی لیوونی را ضمیمه خاک خود نمود، آگوست خطر نفوذ روزافزون روسیه در امور لهستان را احساس کرد. او تلاش‌های بی‌نتیجه‌ای برای برپایی یک سلطنت موروثی در لهستان و انتقال آن به تنها پسر مشروعش فردریک آگوستوس و به دست آوردن قلمروهای دیگری برای فرزندان نامشروع بسیارش انجام داد.
امیدهای آگوست دوم برای ایجاد یک سلطنت قوی به جایی نرسید. جنگ با سوئدی‌ها که او در آن شرکت نمود، مشترک‌المنافع لهستان-لیتوانی را از نظر اقتصادی ویران کرد. در اواخر دوره سلطنت وی، این کشور جایگاه خود را به عنوان یک قدرت بزرگ اروپایی از دست داده بود و هنگامی که درگذشت، جنگ جانشینی لهستان آغاز شد. آگوست مردی با سلیقه‌های عجیب و غریب و شیفته تجملات بود. علیرغم ویرانگری‌اش برای لهستان، او برای توسعه صنعت و تجارت در ساکسونی کوشش‌های زیادی انجام داد و پایتخت آن شهر درسدن را بسیار زینت بخشید.